# Habitatge al carrer Príncep de Bergara, 42-44 (l'Hospitalet de Llobregat)
L'habitatge al carrer Príncep de Bergara, números 42 i 44, del municipi de l'Hospitalet de Llobregat (Barcelonès), és un edifici del 1931 protegit com a bé cultural d'interès local.

## Descripció
Es tracta d'habitatges plurifamiliars formats per planta baixa, tres pisos i terrat.
L'immoble del número 42 té tres pilastres decoratives, d'imitació de pedra que recorren la façana verticalment. A banda i banda de la pilastra central hi ha balconades dobles amb baranes de ferro forjat. A la planta baixa, el mur imita lloses de pedra. La porta d'accés i les balconeres del tercer pis són d'arc de mig punt. La resta de balconeres tenen llindes amb decoració vegetal i un medalló central. La porta presenta decoració de garlandes i volutes, mentre que les balconeres superiors mostren una dovella central molt destacada. A ambdós costats de la porta d'accés a la finca hi ha els accessos als locals amb forma d'arc deprimit còncau.
L'immoble del número 44 té la porta d'accés a l'escala decorada amb motius vegetals i a ambdós costats hi ha dues portes d'entrada als locals. Les tres portes tenen reixa amb reganyols i dibuixos circulars. Hi ha balconades dobles a cadascun dels pisos, a la planta baixa amb balustrada de pedra i la resta amb barana de ferro forjat. Totes les obertures tenen llinda amb decoració vegetal i un medalló. Al centre de la façana presenta un gran esgrafiat amb motius vegetals i florals que es repeteixen a la cornisa i a la part central de l'ampit del terrat.